# Каскада „Санданска Бистрица“
Каскада „Санданска Бистрица“ е водноелектрическа каскада в югозападна България, разположена в поречието на река Санданска Бистрица в Пирин.
Построена през 1967 – 1972 година, тя обработва води от водосборна област с площ 119 km², като капацитетът на електроцентралите е по-малък от наличните водни количества. Включва система от събирателни канали, три изравнителя (малки язовири) и три водноелектрически централи (ВЕЦ) – ВЕЦ „Попина лъка“, ВЕЦ „Лиляново“ и ВЕЦ „Сандански“. Каскадата е собственост на „Енерго-Про България“.
Основната част от каскадата е в землищата на село Лиляново и град Сандански в община Сандански.

## Структура

### Първо стъпало
Най-високата част от каскадата е система от водохващания и събирателни канали, улавящи води от няколко поречия над кота 954 m. Главната деривация „Мозговица“ започва от водохващане на река Мозговица и има дължина 4,3 km, включително един тунел и три мост-канала, като се влива в изравнител „Попина лъка“ с капацитет 4,45 m³/s. В изравнителя се влива и събирателен канал „Сърчалийца“ с дължина 3,8 km от едноименната река. Изравнителят е разположен в местността „Туричка черква“ и има обем 46 хиляди m³ и залята площ 0,9 ha.
Водите от изравнител „Попина лъка“ се отвеждат на югозапад по дълъг 1,1 km слабонапорен канал до водната кула на ВЕЦ „Попина лъка“, която е цилиндрична, с височина 20 m. Направо във водната кула се влива дългият 2,0 km събирателен канал „Попина лъка“. От водната кула до централата води засипан стоманен напорен тръбопровод с дължина 1348 m, пад 544 m и капацитет 4,8 m³/s. ВЕЦ „Попина лъка“, завършен през 1969 година, е разположен над село Лиляново, на пътя за местността „Попина лъка“, и има две турбини тип „Пелтон“ с обща мощност 22 MW.

### Второ стъпало
Обработените от ВЕЦ „Попина лъка“ води се поемат от дългата 4,6 km главна деривация „Лиляново“, водеща до едноименния изравнител. В нея се вливат няколко събирателни канала. Канал „Мозговица“ с капацитет 5,5 m³/s довежда води от река Мозговица в периоди, когато ВЕЦ „Попина лъка“ не работи. Канал „Арнаут дере“ с капацитет 0,6 m³/s довежда води от едноименната река, които се прехвърлят с дюкер през Санданска Бистрица в главната деривация. В нея се влива и канал „Бождовски“ с капацитет 0,38 m³/s, улавящ води на Бождовска река. Изравнител „Лиляново“ е разположен до село Вихрен и има обем 45 хиляди m³ и залята площ 0,9 ha.
Водите от изравнител „Лиляново“ се отвеждат до централата по открит стоманен напорен тръбопровод с дължина 1210 m, пад 360 m и капацитет 6,7 m³/s. ВЕЦ „Лиляново“, завършен през 1969 година, е разположен малко над село Лиляново, на пътя за местността „Попина лъка“, и има две турбини тип „Пелтон“ с обща мощност 20 MW. Водите от централата се изливат в Санданска Бистрица, като част от тях се използват локално за напояване и водоснабдяване.

### Трето стъпало
Обработените от ВЕЦ „Лиляново“ води се улавят с водохващане на Санданска Бистрица и се поемат от дългата 7,2 km деривация с капацитет 7,2 m³/s, водеща до изравнител „Сандански“. Изравнителят е разположен до североизточно от централата и има обем 30 хиляди m³ и залята площ 0,6 ha.
Водите от изравнител „Сандански“ се отвеждат до централата по открит стоманен напорен тръбопровод с дължина 856 m, пад 237 m и капацитет 7,2 m³/s. ВЕЦ „Сандански“, завършен през 1971 година, е разположен в северния край на град Сандански, на пътя за Лиляново, и има две турбини тип „Пелтон“ с обща мощност 14,2 MW. Водите от централата се изливат в Санданска Бистрица, като част от тях се подават за напояване и водоснабдяване.